# Jean Elleviou
Jean Elleviou est un chanteur, comédien et librettiste français, né à Rennes le 2 décembre 1769 et mort à Paris le 5 mai 1842.

## Biographie
Fils de chirurgien,  Pierre-Jean-Baptiste-François Elleviou refuse de suivre les traces de son père et s’enfuit pour Paris où il approche le monde des comédiens. Doté d’une voix bien timbrée, légère et souple de baryton, mais courte et encore mal dégrossie (qu'il devait plus tard travailler afin d'acquérir la tessiture d’un ténor), il réussit à obtenir un rôle qu’il s’apprête à jouer quand il est appréhendé par les forces de l’ordre qui le ramènent au logis paternel. Il reprend ses cours de médecine et, au bout de quelques mois, on croit pouvoir le renvoyer à Paris pour qu'il y termine ses études. 
Mais il prend rapidement son indépendance et débute le 19 avril 1790 en tant que basse-taille avec la troupe de l'Opéra-Comique salle Favart dans le rôle d’Alexis de l'opéra Le Déserteur de Monsigny. Progressant rapidement et ayant retravaillé sa technique, il aborde dès l'année suivante le répertoire de ténor avec Philippe et Georgette de Nicolas Dalayrac. Très bel homme, de taille élégante, de visage affable, et avec un chant « conduit avec un goût très sûr », il plaît au public. Si comme son complice, le baryton Jean-Blaise Martin, il excelle dans les emplois burlesques, sa prestance lui permet aussi de camper les rôles très fréquents de capitaines de hussards, devant le représentant-type des jeunes officiers qui assistent aux spectacles. Il devient sociétaire de la troupe dès 1792.
D’esprit plutôt modéré, il ne sympathise guère avec les opinions politiques de la Révolution et, après la chute de Robespierre, le 9 thermidor, il se rapproche des milieux réactionnaires, de sensibilité généralement royaliste, que les Conventionnels appelaient muscadins. Il finira par être recherché par la police et devra disparaître quelque temps pour se faire oublier.
Lorsqu’il ne craint plus d’être inquiété, il reparaît salle Favart, avant que la troupe ne fusionne en 1801 avec celle du théâtre Feydeau. Il deviendra un sociétaire de la nouvelle compagnie et un de ses administrateurs.  Pour se changer des rôles de comiques troupiers qui commençaient à lasser le public, il met toute son influence pour revenir peu à peu au répertoire ancien, plus sérieux et plus sensible, avec notamment les opéras de Grétry : Zémire et Azor, L’Ami de la maison (tous deux de 1771), Richard Cœur-de-Lion (1784) et Pierre le Grand (1790). Elleviou, qui s’y montre sous un jour nouveau, voit sa renommée rebondir. Cependant, les critiques musicaux continuent à le comparer (à son désavantage) avec son prédécesseur, le fameux Clairval.
En 1807, il crée ce qui deviendra un de ses rôles-fétiches : Joseph de Méhul. La maréchale Lefebvre aurait dit en le voyant : « Si Joseph était aussi beau que ça, Mme Putiphar a été une forte dinde ! ».
D'un caractère capricieux et irritable, le chanteur devient financièrement de plus en plus exigeant. Heureusement pour lui, il épouse une riche admiratrice lyonnaise qui le rend maître d’une petite fortune. Il quitte définitivement la scène le 10 mai 1813, en pleine gloire, à seulement 44 ans, et part s’établir dans une vaste propriété qu’il avait achetée en région lyonnaise à Ternand, où il se consacre à l’agriculture. 
En 1839, il est nommé Chevalier de la Légion d'honneur.
Élu maire de sa commune, puis conseiller général du Rhône, il meurt frappé d’apoplexie le 5 mai 1842 à 73 ans, dans les locaux du journal Le Charivari. Présenté dans son cercueil au maire de Ternand, ville dont il fut lui-même maire, le 29 juin 1844, il y est inhumé plus de deux ans après sa mort.

## Carrière

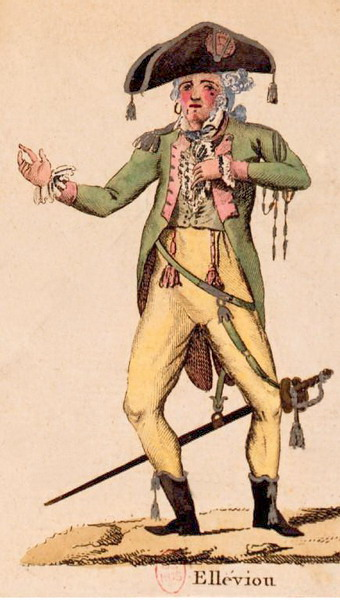
Elleviou dans L'Irato de Méhul (1801)

Sans avoir les moyens vocaux d'un Duprez ou l'accent d'un Rubini, jouant sur la partie vocale et la partie déclamée, Elleviou possédait l'art de ménager ses effets et désarmait la critique. On ne compte plus ses créations et les divers rôles où il s’illustra. Sa carrière sera jalonnée de nombreux succès. Il joua surtout dans des opéras-comiques, mêlant le chant et la comédie. Il est donné par les critiques comme un excellent comédien au talent flexible, assumant aussi bien les rôles comiques que les sérieux.
Il sera l’interprète  de la plupart des compositeurs importants de l'époque dont François Adrien Boieldieu (Le Calife de Bagdad, Jean de Paris), Méhul (L'Irato ou l'Emporté), Nicolo et Henri Montan Berton. Mais c'est surtout les œuvres de Nicolas Dalayrac qui lui permettent d'accéder à la célébrité : Philippe et Georgette (1791), Gulnare (1797), Adolphe et Clara (1799), Maison à vendre (1800) et Picaros et Diego (1803).
S'il figure comme compositeur dans l’en-tête de l’article biographique de Hoefer, il semble que seuls ses livrets soient restés dans les mémoires :
- Le Vaisseau amiral (1805), musique de Berton ;
- Délia et Verdikan (1806), musique de Berton ;
- L’Auberge de Bagnères (3 actes, en collaboration avec C. Jalabert), musique de Charles Simon Catel.

## Répertoire
- Le Déserteur de Monsigny, livret de Sedaine (reprise salle Favart, le 19 avril 1790) : Alexis
- Sylvain, musique d'André Grétry, livret de Jean-François Marmontel (reprise salle Favart) : Sylvain
- Philippe et Georgette, musique de Nicolas Dalayrac, livret de Jacques-Marie Boutet de Monvel (création salle Favart, le 28 décembre 1791) : Philippe
- Paul et Virginie, musique de Rodolphe Kreutzer, livret d'Edmond-Guillaume-François de Favières (reprise salle Favart, le 15 janvier 1791) : Zabis
- Camille ou le Souterrain, musique de Dalayrac, livret de Marsollier (création salle Favart, le 19 mars 1791) : Lorédan
- Tout pour l'amour ou Roméo et Juliette, musique de Dalayrac, livret de Jacques-Marie Boutet de Monvel  (création salle Favart, le 7 juillet 1792) : Théobald
- Cécile et Julien ou le Siège de Lille, musique de Trial fils, livret de  Joigny (création salle Favart, le 21 novembre 1792) : Un émigré
- Azémia ou le Nouveau Robinson, musique de Dalayrac, livret d'Auguste-Etienne-Xavier  Poisson de la Chabeaussière (reprise salle Favart) : Prosper
- La Prise de Toulon par les Français, musique d'Auguste Lemière de Corvey, livret d'Alexandre Duval (création salle Favart, le 21 janvier 1794)
- Gulnare ou l'Esclave persane, musique de Dalayrac, livret de Marsollier (création salle Favart, le 30 décembre 1797) : Dely
- Le Prisonnier ou la Ressemblance, musique de Domenico Della Maria, livret d'Alexandre Duval (création salle Favart, le 29 janvier 1798) : Blinval
- Zoraïme et Zulnar, musique de François-Adrien Boieldieu, livret de Claude Godard d'Aucourt de Saint-Just (création salle Favart, le 10 mai 1798)  : Zulnar
- L'Opéra-Comique, musique de Della Maria, livret d'Emmanuel Dupaty et Joseph-Alexandre de Ségur (création salle Favart, le 9 juillet 1798) : Armand
- L'Oncle valet, musique de Domenico Della Maria, livret d'Alexandre Duval (création salle Favart, le 8 décembre 1798) : Florval
- Adolphe et Clara ou les Deux Prisonniers, musique de Nicolas Dalayrac, livret de Benoît-Joseph Marsollier (création salle Favart, le 10 février 1799) : Adolphe
- Le Trente et quarante ou le Portrait, musique d'Angelo Tarchi, livret d'Alexandre Duval (création salle Favart, le 6 mai 1799) : Valcour
- Camille ou le Souterrain, musique de Dalayrac, livret de Marsollier (reprise salle Favart) : Alberti
- Beniowski ou les Éxiles du Kamtschatka, musique de Boieldieu, livret d'Alexandre Duval (création salle Favart, le 8 juin 1800) : Valcour
- Le Calife de Bagdad, musique de Boieldieu, livret de Saint-Just (création salle Favart, le 16 septembre 1800) : Isauun
- Maison à vendre, musique de Dalayrac, livret d'Alexandre Duval (création salle Favart, le 23 octobre 1800) : Versac
- L'Irato ou l'Emporté, musique d'Étienne Nicolas Méhul, livret de Marsollier (création salle Favart, le 17 février 1801) : Lysandre
- Paul et Virginie, musique de Rodolphe Kreutzer, livret d'Edmond de Favières (reprise théâtre Feydeau, le 24 novembre 1801) : Paul
- Zémire et Azor, musique de Grétry, livret de Marmontel (reprise théâtre Feydeau, le 17 mai 1802)
- Pierre le Grand, musique de Grétry, livret de Jean-Nicolas Bouilly (reprise théâtre Feydeau, le 21 juillet 1802) : Pierre
- Picaros et Diego ou la Folle Soirée, musique de Dalayrac, livret d'Emmanuel Dupaty (création théâtre Feydeau, le 3 mai 1803)
- L’Ami de la maison, musique de Grétry, livret de Jean-François Marmontel (reprise théâtre Feydeau, le 15 septembre 1804)
- Richard Cœur-de-Lion, musique de Grétry, livret de Sedaine (reprise théâtre Feydeau, le 20 mars 1806)
- Le Roy et le Fermier de Monsigny, livret de Sedaine (reprise théâtre Feydeau le 23 octobre 1806)
- Joseph de Méhul, livret d'Alexandre Duval (création théâtre Feydeau le 17 février 1807) : Joseph
- Jean de Paris, musique de Boieldieu, livret de Saint-Just (création théâtre impérial de l'Opéra-Comique le 4 avril 1812) : Jean de Paris